# Kobe Fernandez
Humberto Jose Fernandez, conosciuto anche come Kobe o Charlie (La Guaira, 23 aprile 1983), è un ex cestista venezuelano.
Originario di La Guaira, è stato campione d'Italia di pallacanestro 3x3 nel 2014.